# Лангендейк, Питер
Питер Лангендейк (нидерл. Pieter Langendijk; 25 июля 1683, Харлем — 18 июля 1756, там же) — нидерландский драматург, поэт и писатель

, художник. Сыграл важную роль в становлении нидерландской литературы. Известен как «голландский Мольер».

## Биография

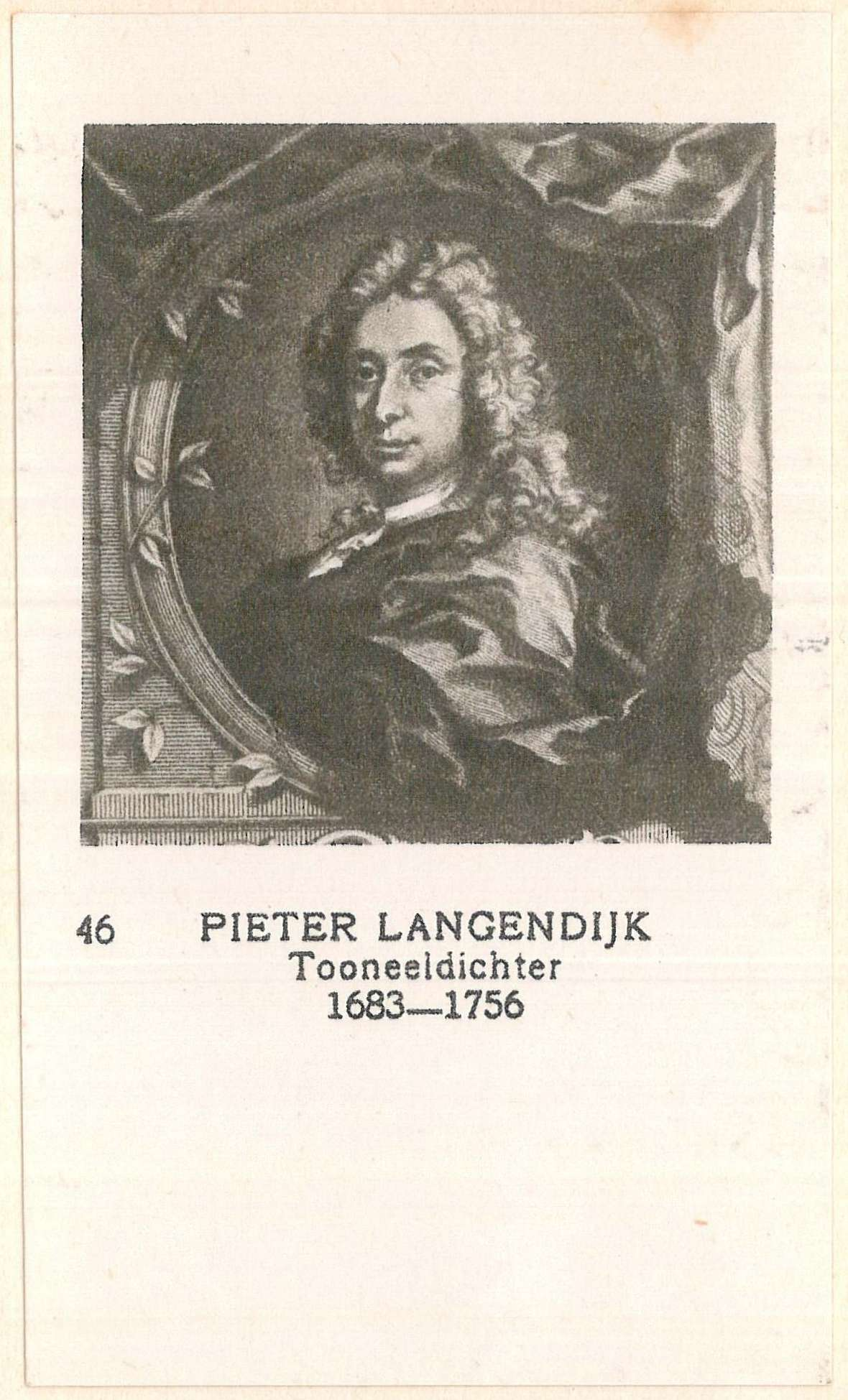
Портрет Питера Лангендейка

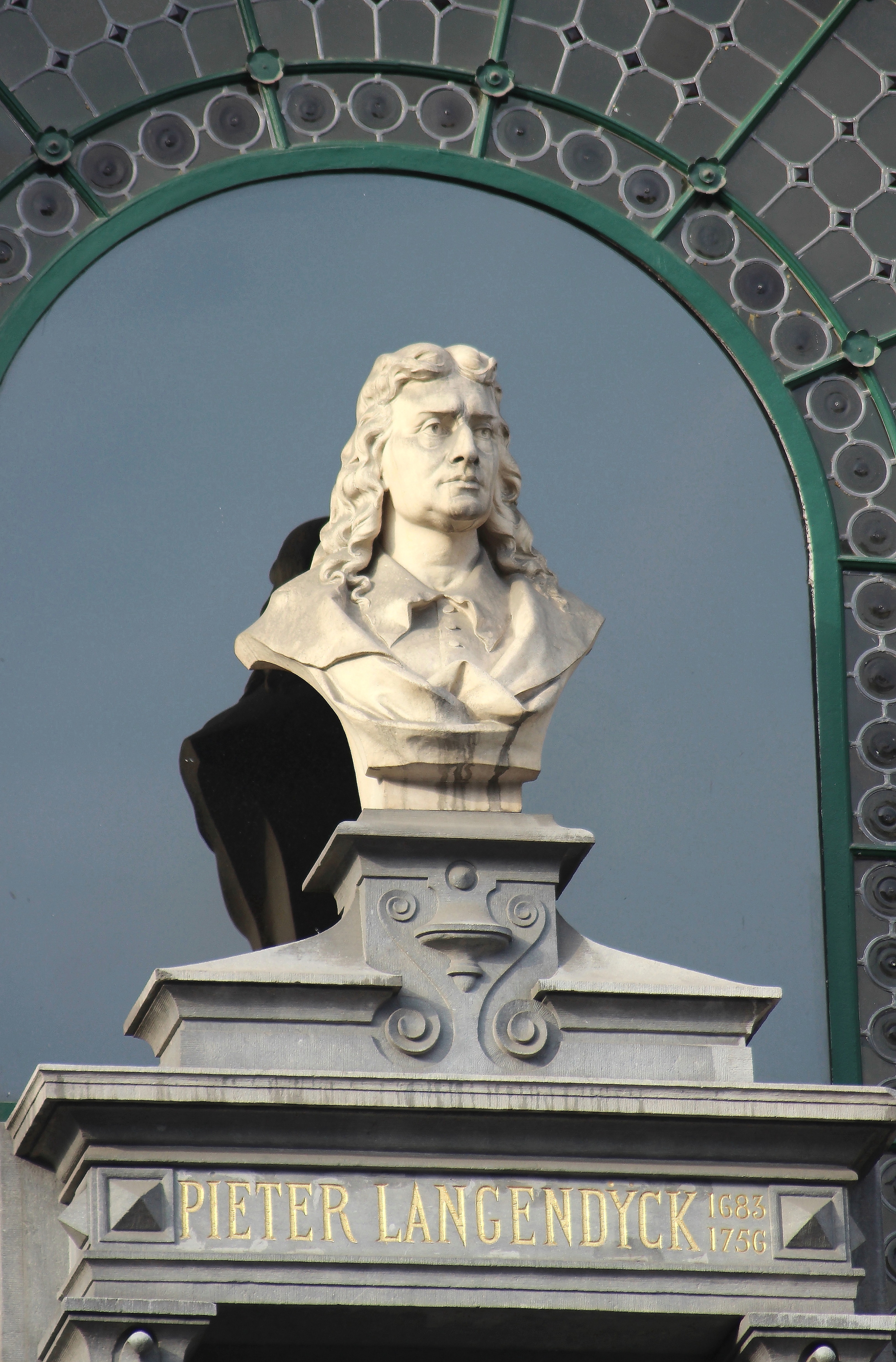
Бюст Питера Лангендейка на фасаде Фламандского королевского театра в Брюсселе

Сын каменщика из Лангедейка. меннонит. После ранней смерти отца в 1695 году с семьёй переехал в Гаагу, где его мать основала льняной бизнес. Питер стал ткачом и рисовальщиком на текстильной фабрике, присоединился к кружку художников, начал писать стихи. Был деканом Гильдии Святого Луки в Харлеме.
Выучил много иностранных языков, таких как французский и латынь, особенно страстно читал Гомера, Тацита, Мольера, Корнеля и Расина. В 1721 году был назначен президентом риторической палаты Trou must Blijcken, которой ежегодно посвящал новогоднее стихотворение.
В следующем году был назначен городским художником в Харлеме, для которого писал ежегодные стихи с 1724 г. В 1749 г. ему было поручено написать историю города, которая осталась незавершенной.

## Творчество
Наиболее яркий представитель народно-национальной комедии быта и нравов XVIII века. 
Прославился как автор комедий из жизни голландского третьего сословия: «Дон Кихот на свадьбе у Камачо» (1699), «Хвастун» (1712), «Взаимный свадебный обман» (1714) и др. Герой комедии «Крелис Лауэн, или Александр Великий на поэтической пирушке» (1715) — богатый крестьянин, мечтающий о дворянском титуле. Пьеса «Математики, или Беглянка» (1715) — едкая сатира на учёных-схоластов. Отличался блеском диалогов, изобретательностью, характеристикой людей и человеческого общества. В его сочинениях преобладает описание проблем социальной среды, от дворянства до крестьян и торговцев, привычек и обычаев, а не психологических проблем персонажей. Автор  высмеивает быт и нравы, роскошную праздную жизнь высшего торгового мира и учёное чванство. Идеолог среднего слоя городского мещанства, П. Лангендейк везде противопоставляет «испорченным», растрачивающим целые состояния сыновьям — старых, честных и предприимчивых отцов. Лучшее его произведение, рисующее этот мир «отцов и детей» — «Spiegel der Vaterlandesche Kooplieden» (Зерцало отечественных купцов, 1760). Лангендейк находился под сильным влиянием таких представителей французского классицизма, как Мольер.
Пьесы П. Лангендейка подготовили голландскую мещанскую драму. Автор опирался на традиции народного фарса — клухта, отстаивал самостоятельные пути нидерландской литературы.